# فهرست قنات‌های شهرستان زیرکوه
جدول زیر براساس آمار وزارت جهاد کشاورزی تهیه شده‌است. فهرست زیر قنات‌های شهرستان زیرکوه در استان خراسان جنوبی را نشان می‌دهد.
| نام قنات       | موقعیت                   | نزدیک‌ترین روستا | طول قنات (متر) | تعداد میله چاه | عمق مادر چاه | دبی (لیتر بر ثانیه) | سطح زیر کشت (هکتار) |
| -------------- | ------------------------ | --------------- | -------------- | -------------- | ------------ | ------------------- | ------------------- |
| آبمهان         | بخش مرکزی شهرستان زیرکوه | آبمهان          | ۳۵۰            | ۱۰             | ۱۲           | ۲                   | ۳                   |
| ابراهیم‌آباد    | بخش مرکزی شهرستان زیرکوه | اردکول          | ۴۰۰            | ۲۰             | ۱۲           | ۵                   | ۱۴                  |
| ابیز           | بخش مرکزی شهرستان زیرکوه | ابیز            | ۶۵۰            | ۱۲             | ۱۵           | ۴۵                  | ۶۰                  |
| احمدآباد       | بخش مرکزی شهرستان زیرکوه | محمدآباد        | ۷۰۰            | ۲۰             | ۰            | ۹                   | ۱۲                  |
| احمدآباد       | بخش مرکزی شهرستان زیرکوه | شاهدخت          | ۴۰۰۰           | ۱۰۰            | ۳۵           | ۰                   | ۰                   |
| احمدآباد       | بخش مرکزی شهرستان زیرکوه | پرویزآباد       | ۴۰۰۰           | ۱۰۰            | ۱۳           | ۴                   | ۰                   |
| اردکول         | بخش مرکزی شهرستان زیرکوه | اردکول          | ۱۰۰            | ۵              | ۸            | ۲۵                  | ۳۳                  |
| ارنگ           | بخش مرکزی شهرستان زیرکوه | میرآباد         | ۱۰۰            | ۶              | ۱۵           | ۴                   | ۱۳                  |
| استند          | بخش مرکزی شهرستان زیرکوه | استند           | ۲۲۰            | ۱۰             | ۳            | ۳۵                  | ۵۵                  |
| اسفاد          | بخش مرکزی شهرستان زیرکوه | اسفاد           | ۸۰۰            | ۱۷             | ۲۲           | ۲۸                  | ۳۵                  |
| اسفرق          | بخش مرکزی شهرستان زیرکوه | اسفرق           | ۵۵۰            | ۱۰             | ۱۲           | ۵                   | ۱۰                  |
| اسفور          | بخش مرکزی شهرستان زیرکوه | میرآباد         | ۱۰۰            | ۴              | ۸            | ۱                   | ۲                   |
| باد نجگان      | بخش مرکزی شهرستان زیرکوه | باد نجگان       | ۷۰۰            | ۳۰             | ۳            | ۰                   | ۰                   |
| برسنان         | بخش مرکزی شهرستان زیرکوه | برسنان          | ۱۱۰۰           | ۳۰             | ۲۵           | ۸                   | ۱۲                  |
| بزن‌آباد        | بخش مرکزی شهرستان زیرکوه | بزن‌آباد         | ۱۳۰            | ۶              | ۸            | ۳                   | ۳                   |
| بشیران         | بخش مرکزی شهرستان زیرکوه | بشیران          | ۲۵۰۰           | ۳۵             | ۲۰           | ۱۰                  | ۱۷                  |
| بقال           | بخش مرکزی شهرستان زیرکوه | بقال            | ۲۰۰            | ۱۰             | ۱۵           | ۷                   | ۱۰                  |
| بقالک          | بخش مرکزی شهرستان زیرکوه | پیشبر           | ۲۰۰            | ۱۸             | ۲۰           | ۳                   | ۴                   |
| بقرائی         | بخش مرکزی شهرستان زیرکوه | بقرا’ی          | ۱۷۰۰           | ۷۰             | ۳۰           | ۱۰                  | ۲۰                  |
| بند غرقاب      | بخش مرکزی شهرستان زیرکوه | علی‌آباد پیشبر   | ۲۰۰            | ۷              | ۱۵           | ۳                   | ۴                   |
| بهمن‌آباد       | بخش مرکزی شهرستان زیرکوه | بهمن‌آباد        | ۱۳۵۰           | ۵۰             | ۳۰           | ۱۰                  | ۱۸                  |
| بیدخت          | بخش مرکزی شهرستان زیرکوه | بیدخت           | ۲۰۰            | ۱۲             | ۱۲           | ۵                   | ۷                   |
| بیشه بالا      | بخش مرکزی شهرستان زیرکوه | خوش‌آباد         | ۰              | ۰              | ۰            | ۳                   | ۵                   |
| تاجکوه         | بخش مرکزی شهرستان زیرکوه | تاجکوه          | ۹۰۰            | ۳۰             | ۱۲           | ۱۱                  | ۱۵                  |
| جمال‌آباد       | بخش مرکزی شهرستان زیرکوه | محمدآباد        | ۳۰۰            | ۱۰             | ۱۰           | ۱                   | ۲                   |
| جمال‌آباد       | بخش مرکزی شهرستان زیرکوه | محمدآباد        | ۲۰۰            | ۱۰             | ۱۲           | ۳                   | ۲                   |
| جنگلان         | بخش مرکزی شهرستان زیرکوه | علی‌آباد پیشبر   | ۱۰۰            | ۵              | ۰            | ۲                   | ۲                   |
| جوزان          | بخش مرکزی شهرستان زیرکوه | خندخت           | ۲۰۰            | ۸              | ۱۵           | ۱                   | ۱                   |
| جیم‌آباد        | بخش مرکزی شهرستان زیرکوه | جیم‌آباد         | ۱۷۰۰           | ۵۰             | ۱۶           | ۱۰                  | ۱۵                  |
| حاجی‌آباد       | بخش مرکزی شهرستان زیرکوه | حاجی‌آباد        | ۳۰۰۰           | ۱۰۰            | ۳۰           | ۱۸                  | ۲۴                  |
| حسن‌آباد        | بخش مرکزی شهرستان زیرکوه | شاهدخت          | ۳۰۰۰           | ۶۵             | ۳۵           | ۱۵                  | ۲۵                  |
| حسن‌آباد        | بخش مرکزی شهرستان زیرکوه | حسن‌آباد         | ۱۲۰۰           | ۵۰             | ۱۳           | ۲                   | ۵                   |
| حسین‌آباد       | بخش مرکزی شهرستان زیرکوه | حسین‌آباد        | ۹۹۹            | ۴۵             | ۱۴           | ۹                   | ۶                   |
| حسین‌آباد       | بخش مرکزی شهرستان زیرکوه | حسین‌آباد        | ۶۰۰            | ۱۵             | ۱۵           | ۱۵                  | ۲۵                  |
| حسین‌آباد       | بخش مرکزی شهرستان زیرکوه | تاجکوه          | ۶۰۰            | ۳۰             | ۱۵           | ۳                   | ۱۰                  |
| خوش‌آباد        | بخش مرکزی شهرستان زیرکوه | خوش‌آباد         | ۲۰۰            | ۹              | ۱۲           | ۲                   | ۷                   |
| خونیک          | بخش مرکزی شهرستان زیرکوه | خونیک           | ۱۵۰            | ۳              | ۱۰           | ۲                   | ۳                   |
| دارآباد        | بخش مرکزی شهرستان زیرکوه | کبوده           | ۹۰۰            | ۴۰             | ۵            | ۱۰                  | ۰                   |
| دارج سفلی      | بخش مرکزی شهرستان زیرکوه | دارج سفلی       | ۰              | ۰              | ۰            | ۱۰                  | ۱۲                  |
| داشگران        | بخش مرکزی شهرستان زیرکوه | داشگران         | ۴۰۰            | ۷              | ۱۲           | ۱۰                  | ۱۲                  |
| دراج سفلی      | بخش مرکزی شهرستان زیرکوه | دارج سفلی       | ۱۰۵            | ۰              | ۰            | ۹                   | ۱۷                  |
| دزگ علیا       | بخش مرکزی شهرستان زیرکوه | دزگ             | ۵۰۰            | ۸              | ۴۰           | ۱۰                  | ۱۵                  |
| دل‌آباد         | بخش مرکزی شهرستان زیرکوه | برسنان          | ۵۰۰            | ۱۵             | ۱۲           | ۴                   | ۷                   |
| ده بین         | بخش مرکزی شهرستان زیرکوه | اردکول          | ۵۰۰            | ۱۵             | ۱۲           | ۶                   | ۱۴                  |
| دوازده‌امام     | بخش مرکزی شهرستان زیرکوه | دوازده‌امام      | ۳۰۰۰           | ۱۰۰            | ۵۵           | ۲۲                  | ۳۰                  |
| دوازده‌امام     | بخش مرکزی شهرستان زیرکوه | نوده            | ۹۰۰            | ۱۷             | ۱۵           | ۶                   | ۹                   |
| دوست‌آباد       | بخش مرکزی شهرستان زیرکوه | دوست‌آباد        | ۱۰۰۰           | ۳۵             | ۲۰           | ۳                   | ۱۰                  |
| رحیم‌آباد       | بخش مرکزی شهرستان زیرکوه | رحیم‌آباد        | ۷۰۰            | ۳۰             | ۱۳           | ۵                   | ۱۰                  |
| رقیچو          | بخش مرکزی شهرستان زیرکوه | رقیچو           | ۴۵۰            | ۱۵             | ۸            | ۲                   | ۴                   |
| ریقچو          | بخش مرکزی شهرستان زیرکوه | پیشبر           | ۳۰۰            | ۱۵             | ۱۷           | ۳                   | ۸                   |
| زیرشادیخ       | بخش مرکزی شهرستان زیرکوه | پیشبر           | ۲۵۰            | ۸              | ۸            | ۲                   | ۱                   |
| سالک‌آباد       | بخش مرکزی شهرستان زیرکوه | حسین‌آباد        | ۵۰۰            | ۱۵             | ۲۴           | ۶                   | ۱۰                  |
| سرآسیاب        | بخش مرکزی شهرستان زیرکوه | فندخت           | ۱۲۰            | ۵              | ۱۴           | ۷                   | ۱۱                  |
| سراب           | بخش مرکزی شهرستان زیرکوه | فندخت           | ۲۰۰            | ۸              | ۲۳           | ۶                   | ۱۴                  |
| سنگ سفید       | بخش مرکزی شهرستان زیرکوه | نیار            | ۱۰۰۰           | ۲۰             | ۱۳           | ۱                   | ۰                   |
| سورند          | بخش مرکزی شهرستان زیرکوه | سورند           | ۳۰۰            | ۱۱             | ۴            | ۵                   | ۷                   |
| سیخل           | بخش مرکزی شهرستان زیرکوه | جیم‌آباد         | ۳۰۰            | ۱۲             | ۸            | ۴                   | ۲                   |
| سیچ            | بخش مرکزی شهرستان زیرکوه | سیچ             | ۵۵             | ۳              | ۴            | ۱۸                  | ۲۲                  |
| شادیخ          | بخش مرکزی شهرستان زیرکوه | پیشبر           | ۳۰۰            | ۱۳             | ۱۴           | ۳                   | ۴                   |
| شاهدخت         | بخش مرکزی شهرستان زیرکوه | شاهدخت          | ۱۰۰۰           | ۳۱             | ۲۰           | ۱۵                  | ۲۰                  |
| شاییک          | بخش مرکزی شهرستان زیرکوه | پیشبر           | ۱۲۰۰           | ۱۴             | ۱۰           | ۵                   | ۰                   |
| شرکا’          | بخش مرکزی شهرستان زیرکوه | خندخت           | ۱۰۰            | ۴              | ۴            | ۲                   | ۰                   |
| شوراب          | بخش مرکزی شهرستان زیرکوه | پیشبر           | ۲۸۰            | ۰              | ۲            | ۳                   | ۵                   |
| شوشک           | بخش مرکزی شهرستان زیرکوه | شوشک            | ۲۰۰            | ۷              | ۰            | ۴                   | ۸                   |
| شیخ ابواسحاق   | بخش مرکزی شهرستان زیرکوه | فندخت           | ۳۰۰            | ۱۰             | ۱۲           | ۲                   | ۲                   |
| صالح‌آباد       | بخش مرکزی شهرستان زیرکوه | شاهدخت          | ۱۵۰۰           | ۵۰             | ۲۵           | ۳                   | ۴                   |
| طاهرآباد       | بخش مرکزی شهرستان زیرکوه | کبوده           | ۵۰۰            | ۲۰             | ۵            | ۱۵                  | ۰                   |
| علی‌آباد پیشبر  | بخش مرکزی شهرستان زیرکوه | علی‌آباد پیشبر   | ۵۰۰            | ۱۸             | ۲۵           | ۸                   | ۱۲                  |
| فخرآباد        | بخش مرکزی شهرستان زیرکوه | فخرآباد         | ۱۵۰۰           | ۵۰             | ۴۵           | ۸                   | ۱۰                  |
| فیروزآباد      | بخش مرکزی شهرستان زیرکوه | میرآباد         | ۱۰۰۰           | ۳۲             | ۳۵           | ۲                   | ۲                   |
| قاصر سفلی      | بخش مرکزی شهرستان زیرکوه | پیشبر           | ۲۸۰            | ۱۵             | ۱۲           | ۲                   | ۵                   |
| قیصار          | بخش مرکزی شهرستان زیرکوه | اردکول          | ۳۰۰            | ۰              | ۰            | ۵                   | ۱۰                  |
| مارزنگی        | بخش مرکزی شهرستان زیرکوه | کبوده           | ۸۰۰            | ۴۰             | ۵            | ۶                   | ۰                   |
| محسن‌آباد       | بخش مرکزی شهرستان زیرکوه | اردکول          | ۱۵۰            | ۱۰             | ۱۰           | ۵                   | ۶                   |
| مرغاب          | بخش مرکزی شهرستان زیرکوه | بقال            | ۶۰             | ۵              | ۶            | ۱                   | ۱                   |
| مشک آب         | بخش مرکزی شهرستان زیرکوه | پیشبر           | ۲۰۰            | ۱۴             | ۱۳           | ۲                   | ۵                   |
| معصوم‌آباد      | بخش مرکزی شهرستان زیرکوه | معصوم‌آباد       | ۷۰۰۰           | ۲۰۰            | ۲۳           | ۰                   | ۷                   |
| ملکی           | بخش مرکزی شهرستان زیرکوه | ملکی            | ۳۰۰۰           | ۱۰۰            | ۸            | ۸                   | ۱۵                  |
| مناوند         | بخش مرکزی شهرستان زیرکوه | مناوند          | ۲۰۰            | ۶              | ۰            | ۳                   | ۵                   |
| مهرک           | بخش مرکزی شهرستان زیرکوه | مهرک            | ۱۵۰۰           | ۲۵             | ۲۴           | ۸                   | ۰                   |
| مولیه          | بخش مرکزی شهرستان زیرکوه | مولیه           | ۷۰             | ۳              | ۱۲           | ۴                   | ۱۰                  |
| مگداوان        | بخش مرکزی شهرستان زیرکوه | خندخت           | ۳۰۰            | ۱۲             | ۱۲           | ۲                   | ۰                   |
| میرآباد        | بخش مرکزی شهرستان زیرکوه | میرآباد         | ۵۰۰            | ۸              | ۱۵           | ۷                   | ۱۵                  |
| میناباد        | بخش مرکزی شهرستان زیرکوه | میناباد         | ۱۱۰۰           | ۲۵             | ۳۰           | ۵                   | ۸                   |
| نای کربلای نقی | بخش مرکزی شهرستان زیرکوه | پیکپان          | ۰              | ۱              | ۲            | ۳                   | ۳                   |
| نزومند         | بخش مرکزی شهرستان زیرکوه | نزومند          | ۵۵۰            | ۱۷             | ۳۰           | ۱۰                  | ۷                   |
| نقندر          | بخش مرکزی شهرستان زیرکوه | جیم‌آباد         | ۲۰۰            | ۷              | ۶            | ۲                   | ۴                   |
| نوده           | بخش مرکزی شهرستان زیرکوه | نوده            | ۱۸۰۰           | ۴۰             | ۲۵           | ۶                   | ۱۰                  |
| نیار           | بخش مرکزی شهرستان زیرکوه | نیار            | ۶۸۰            | ۳۵             | ۳۶           | ۵                   | ۲۵                  |
| همت‌آباد        | بخش مرکزی شهرستان زیرکوه | همت‌آباد خواجه   | ۰              | ۰              | ۰            | ۲۵                  | ۲۰                  |
| همت‌آباد        | بخش مرکزی شهرستان زیرکوه | چاه پایاب       | ۱۰۰۰           | ۲۵             | ۱۵           | ۳                   | ۰                   |
| همت‌آباد        | بخش مرکزی شهرستان زیرکوه | نیار            | ۳۰۰            | ۱۵             | ۶            | ۲                   | ۰                   |
| هوسان          | بخش مرکزی شهرستان زیرکوه | پیشبر           | ۱۷۰            | ۱۴             | ۱۴           | ۲                   | ۰                   |
| ولی‌آباد        | بخش مرکزی شهرستان زیرکوه | اردکول          | ۷۰۰            | ۲۳             | ۲۰           | ۵                   | ۱۳                  |
| وند سفلی       | بخش مرکزی شهرستان زیرکوه | وند سفلی        | ۶۰             | ۲              | ۱۴           | ۷                   | ۹                   |
| وند علیا       | بخش مرکزی شهرستان زیرکوه | وند             | ۰              | ۰              | ۰            | ۳                   | ۳                   |
| ویگون          | بخش مرکزی شهرستان زیرکوه | پیشبر           | ۱۵۰            | ۱۴             | ۱۰           | ۱                   | ۳                   |
| پای گدار       | بخش مرکزی شهرستان زیرکوه | نزومند          | ۱۱۰            | ۵              | ۱۵           | ۱۰                  | ۸                   |
| پایو           | بخش مرکزی شهرستان زیرکوه | فخرآباد         | ۰              | ۰              | ۸            | ۳                   | ۶                   |
| پرویزآباد      | بخش مرکزی شهرستان زیرکوه | پرویزآباد       | ۵۰۰۰           | ۱۳۰            | ۱۴           | ۸                   | ۱۰                  |
| پل در علیا     | بخش مرکزی شهرستان زیرکوه | گمنج            | ۰              | ۰              | ۰            | ۲                   | ۳                   |
| پل ور سفلی     | بخش مرکزی شهرستان زیرکوه | کمنج            | ۵۰۰            | ۱۵             | ۲۰           | ۲                   | ۴                   |
| پل ور علیا     | بخش مرکزی شهرستان زیرکوه | کمنج            | ۱۳۰            | ۰              | ۰            | ۱                   | ۱                   |
| پلنگ‌آباد       | بخش مرکزی شهرستان زیرکوه | دارج علیا       | ۶۵۰            | ۵۰             | ۲۰           | ۲                   | ۴                   |
| پیشبر          | بخش مرکزی شهرستان زیرکوه | پیشبر           | ۴۵۰            | ۲۵             | ۲۲           | ۱۵                  | ۶                   |
| پیکستان        | بخش مرکزی شهرستان زیرکوه | استند           | ۱۰۰            | ۱۰             | ۴            | ۱۰                  | ۱۵                  |
| پیکپان بالا    | بخش مرکزی شهرستان زیرکوه | پیکپان          | ۲۰۰            | ۱۰             | ۲۰           | ۳                   | ۴                   |
| پیکپان پائین   | بخش مرکزی شهرستان زیرکوه | پیکپان          | ۰              | ۰              | ۰            | ۱                   | ۲                   |
| چاه اداد       | بخش مرکزی شهرستان زیرکوه | چاه اداد        | ۶۰۰            | ۴۰             | ۱۰           | ۱۵                  | ۲                   |
| چاه زرد        | بخش مرکزی شهرستان زیرکوه | چاه زرد         | ۷۵۰۰           | ۱۴۶            | ۲۸           | ۷                   | ۱۰                  |
| چشم بلبلی      | بخش مرکزی شهرستان زیرکوه | خوش‌آباد         | ۲۵۰            | ۱۵             | ۱۴           | ۱                   | ۲                   |
| چشمه بید       | بخش مرکزی شهرستان زیرکوه | چشمه بید        | ۱۵۰            | ۸              | ۱            | ۲۵                  | ۰                   |
| چشمه ساروجلگه  | بخش مرکزی شهرستان زیرکوه | فخرآباد         | ۰              | ۰              | ۰            | ۱                   | ۲                   |
| چشمه پائین     | بخش مرکزی شهرستان زیرکوه | دزگ             | ۲۰۰            | ۷              | ۱۵           | ۴                   | ۶                   |
| چناران         | بخش مرکزی شهرستان زیرکوه | چناران          | ۳۷۰            | ۱۵             | ۱۸           | ۳                   | ۱۰                  |
| کازگان         | بخش مرکزی شهرستان زیرکوه | کازگان          | ۴۰۰            | ۲۰             | ۲۰           | ۴                   | ۶                   |
| کافور          | بخش مرکزی شهرستان زیرکوه | استند           | ۲۵۰            | ۵              | ۴            | ۱۲                  | ۱۵                  |
| کبوده          | بخش مرکزی شهرستان زیرکوه | کبوده           | ۹۰۰            | ۴۰             | ۵            | ۳۰                  | ۰                   |
| کرت‌آباد        | بخش مرکزی شهرستان زیرکوه | کرت‌آباد         | ۱۵۰۰           | ۰              | ۲۵           | ۷                   | ۱۵                  |
| کریزان سفلی    | بخش مرکزی شهرستان زیرکوه | کریزان          | ۱۰۰۰           | ۶۰             | ۲۰           | ۵                   | ۸                   |
| کریزان علیا    | بخش مرکزی شهرستان زیرکوه | کریزان          | ۱۰۰۰           | ۲۰             | ۲۲           | ۳                   | ۵                   |
| کرینگک         | بخش مرکزی شهرستان زیرکوه | کرینگک          | ۲۷۰            | ۱۳             | ۱۵           | ۱۰                  | ۱۵                  |
| کلاته آذری     | بخش مرکزی شهرستان زیرکوه | پیشبر           | ۱۰۰۰           | ۳۰             | ۴۰           | ۶                   | ۱۰                  |
| کلاته بردست    | بخش مرکزی شهرستان زیرکوه | آبمهان          | ۵۰۰            | ۱۰             | ۹            | ۵                   | ۸                   |
| کلاته بقال     | بخش مرکزی شهرستان زیرکوه | بقال            | ۱۵۰            | ۱۰             | ۱۶           | ۴                   | ۶                   |
| کلاته حاجی رضا | بخش مرکزی شهرستان زیرکوه | پیکپان          | ۰              | ۰              | ۰            | ۲                   | ۲                   |
| کلاته خان      | بخش مرکزی شهرستان زیرکوه | استند           | ۵۰۰            | ۲۵             | ۱۲           | ۳                   | ۲                   |
| کلاته زرد      | بخش مرکزی شهرستان زیرکوه | استند           | ۳۰۰            | ۱۰             | ۵            | ۳                   | ۱                   |
| کلاته صوفی     | بخش مرکزی شهرستان زیرکوه | محمدآباد        | ۶۰۰            | ۲۰             | ۸            | ۷                   | ۰                   |
| کلاته غلام نبی | بخش مرکزی شهرستان زیرکوه | خندخت           | ۷۰             | ۴              | ۱۵           | ۱                   | ۰                   |
| کلاته مرتضی    | بخش مرکزی شهرستان زیرکوه | پیشبر           | ۹۰۰            | ۱۲             | ۱۰           | ۳                   | ۵                   |
| کلاته مزار     | بخش مرکزی شهرستان زیرکوه | پیشبر           | ۳۰۰            | ۸              | ۶            | ۲                   | ۱                   |
| کلاته میان     | بخش مرکزی شهرستان زیرکوه | چناران          | ۸۵۰            | ۲۵             | ۲۰           | ۴                   | ۶                   |
| کلاته ناصر     | بخش مرکزی شهرستان زیرکوه | کلاته ناصر      | ۱۱۰۰           | ۳۴             | ۵۰           | ۸                   | ۱۰                  |
| کلاته نو       | بخش مرکزی شهرستان زیرکوه | کلاته نو        | ۴۰۰۰           | ۱۵۰            | ۴۵           | ۱۰                  | ۱۵                  |
| کلاته پائین    | بخش مرکزی شهرستان زیرکوه | خوش‌آباد         | ۲۰۰            | ۱۳             | ۱۴           | ۴                   | ۶                   |
| کلاته کرم      | بخش مرکزی شهرستان زیرکوه | اردکول          | ۳۵۰            | ۲۵             | ۱۵           | ۲                   | ۶                   |
| کمنج           | بخش مرکزی شهرستان زیرکوه | کمنج            | ۵۵۰            | ۳۰             | ۲۵           | ۶                   | ۸                   |
| گردندخناخشک    | بخش مرکزی شهرستان زیرکوه | پیکپان          | ۱۰۰            | ۴              | ۴            | ۲                   | ۳                   |
| گرنیک          | بخش مرکزی شهرستان زیرکوه | گرنیک           | ۳۷۰            | ۱۰             | ۱۷           | ۱۵                  | ۱۵                  |
| گزخت           | بخش مرکزی شهرستان زیرکوه | النگ میان       | ۳۰۰            | ۱۵             | ۱۰           | ۵                   | ۸                   |
| یزدان          | بخش مرکزی شهرستان زیرکوه | یزدان           | ۳۰۰۰           | ۵۰             | ۳۲           | ۲                   | ۰                   |
| یوسف‌آباد       | بخش مرکزی شهرستان زیرکوه | استند           | ۲۵۰            | ۱۲             | ۱۰           | ۲                   | ۰                   |
| یکه طاق        | بخش مرکزی شهرستان زیرکوه | اردکول          | ۴۰۰            | ۲۰             | ۱۶           | ۲                   | ۸                   |